# Йегер, Коннор
Коннор Ли Йегер (англ. Connor Lee Jaeger; род. 30 апреля 1991, Хакенсак, Нью-Джерси, США) — американский пловец, призёр чемпионатов мира 2013 и 2015 годов. Специализируется в плавании вольным стилем на дистанции 400, 800 и 1500 метров.
Дебютировал в составе сборной страны на Олимпийских играх 2012 года и участвовал в финале заплыва на 1500 метров вольным стилем и закончил его шестым.
В следующем году он выиграл бронзовую медаль в заплыве 400 метров вольным стилем и участвовал соревнованиях на дистанциях в 800 и 1500 метров вольным стилем.
На чемпионате мира 2015 года в Казани завоевал серебро на дистанции 1500 метров с результатом 14:41,20, чуть более 1,5 секунд уступив чемпиону Грегорио Пальтриньери из Италии.
Тренируется в Мичиганском университете.
Согласно сведениям, добытым хакерской группой Fancy Bear в ходе взлома сайта Всемирного антидопингового агентства, «употреблял запрещенные препараты в терапевтических целях».